# Sociedad Mundial de la Esvástica Roja

Esvástica Roja

La Sociedad Mundial de la Esvástica Roja (mandarín: 世界红卍字会) (inglés: The World Red Swastika Society) es la sección filantrópica de la secta china Daoyuan, fundada en el año 1922, por Qian Nengxun, Du Bingyin y Li Jiabai, siguiendo el ejemplo de las asociaciones occidentales como la Cruz Roja, para crear instituciones caritativas arraigadas en la religión china. El carácter chino que representa la esvástica (卍 wàn) se puede traducir como el infinito, en la cultura china, y también en otras culturas es un símbolo de la presencia divina, y de la creación. La misión de la esvástica roja consiste en un importante esfuerzo filantrópico, moral y educativo. La sociedad mantenía albergues y comedores para pobres, así como hospitales modernos y ayuda humanitaria. 
La Sociedad tuvo una actuación destacada después del terremoto de Tokio, y también actuó en respuesta a desastres naturales en la antigua Unión Soviética. La sociedad contaba con profesores de esperanto entre sus miembros, y mantenía oficinas en París, Londres, y Tokio. Tal vez el acontecimiento menos conocido de su historia fue el rol que tuvo en la Masacre de Nankín, durante la Segunda Guerra Sinojaponesa, el pillaje y los saqueos que fueron cometidos por los invasores japoneses en la ciudad dejaron miles de muertos en las calles, y la esvástica roja ayudó a enterrar los cuerpos. Las actividades de la esvástica roja han proporcionado una importante fuente de recursos para la memoria histórica de las atrocidades cometidas por los militares japoneses. A pesar de que la sociedad fue suprimida en la China continental, durante el gobierno de Mao Zedong, la esvástica roja sigue siendo hoy una organización religiosa centrada en la caridad, tiene ramificaciones entre la diáspora china y dispone de una sede en Taiwán. Además del trabajo caritativo, la esvástica roja tiene dos escuelas en Hong Kong: la Tuen Mun primary school y la Tai Po secondary school, y una escuela en Singapur, la Red swastika school. También hay que señalar que a pesar de su nombre y de su símbolo, la sociedad de la esvástica roja no tiene ningún vínculo con el nazismo